# Premi Internacional de Literatura de Viatges Ciutat de Benicàssim
El Premi Internacional de Literatura de Viatges Ciutat de Benicàssim és un guardó literari que convoca anualment l'ajuntament de Benicàssim de la Plana Alta, al País Valencià. Es va crear l'any 2004 i permet la presentació d'obres en valencià i en castellà, tot i que compta amb un únic guardó. Compta amb la col·laboració de la Universitat Jaume I. Segons les bases del concurs, s'entén per literatura de viatges els relats "no només de caràcter geogràfic situats en un temps i un espai concrets, sinó també les experiències de tota mena -els viatges interiors- que un escriptor o escriptora puguen aportar relacionats amb les seues vicissituds emocionals, anímiques o intel·lectuals". A més, s'exclouen les narracions no literàries.

## Palmarés
- 2004: Empremtes de Xarhrazad, d'Antoni Torreño.
- 2005: Viajeros de sí mismos, de Jose Luis Muñoz.
- 2006: Donde nacen los sueños, Marta Monedero.
- 2007: No es va convocar.
- 2008: Viatge a l'interior d'un novel·lista, de Guillem Rosselló Bujosa.[2]
- 2009: Itinerarios interiores, de Daniel Arenas Martín.
- 2010: Un viaje por América Central, de Manuel Reinaldo Méndez.[3]
- 2011: Ciudades en fragmento, d'Ernesto Baltar García-Peñuela.[4]
- 2012: Diario de un viaje dadaista en la crisis de los 30, d'Andrea Aguilar-Calderón.
- 2013: Mango con pimienta. Un viaje a Kerala, d'Ángel Martínez Bermejo.[5]
- 2014: La paciència del minotaure, d'Ivan Carbonell Iglesias.[6]
- 2015: El topògraf, de Robert Cavaller i Delsing.